# Cambio climático en Tanzania

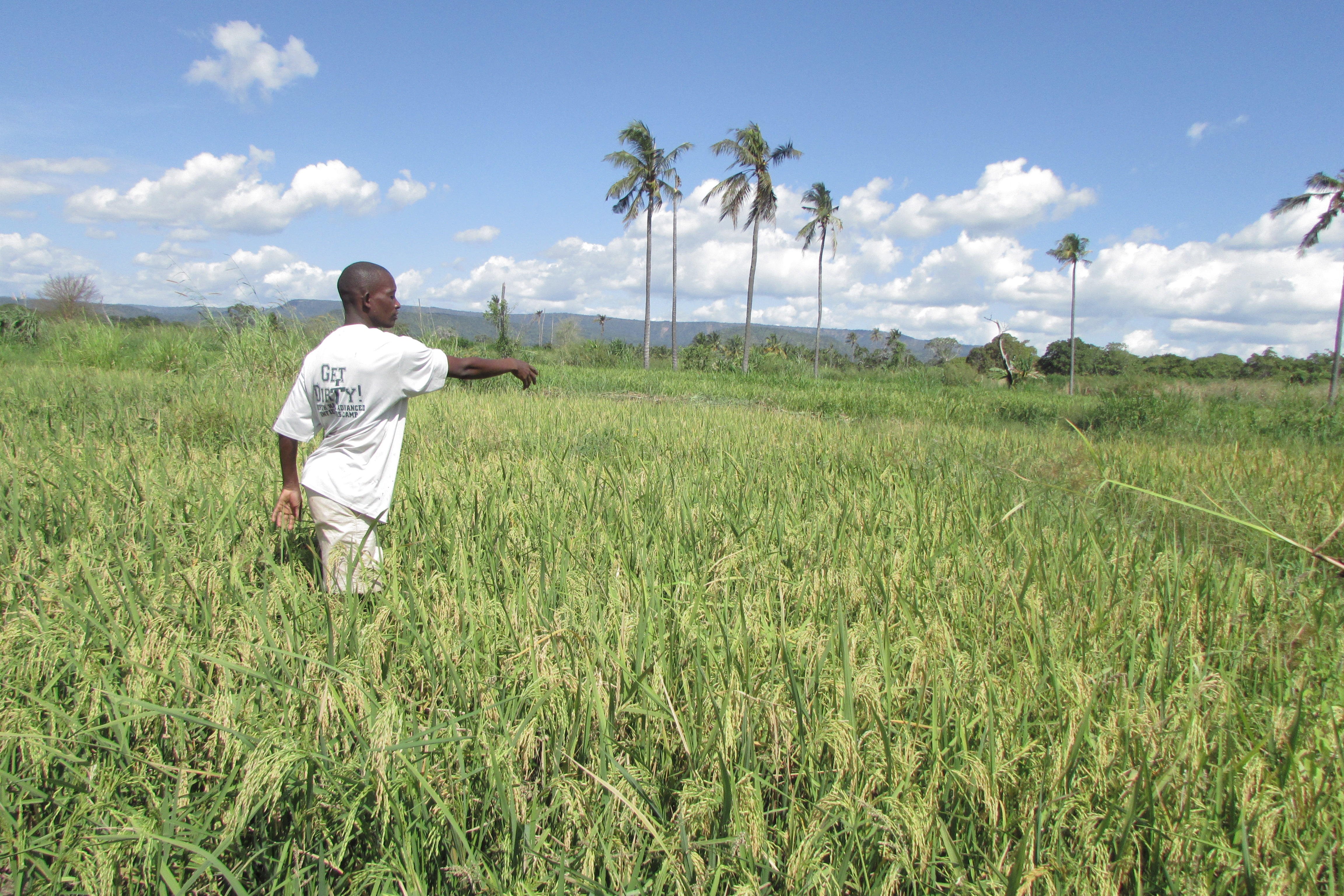
Productor de arroz de Tanzania: las actividades agrícolas se verán afectadas por el cambio climático.

El cambio climático en Tanzania está afectando el medio ambiente natural y a los residentes de Tanzania. Las temperaturas en Tanzania están aumentando con una mayor probabilidad de lluvias intensas (que provocan inundaciones) y períodos secos (que provocan sequías).  
La escasez de agua se ha convertido en un problema cada vez mayor y muchos cuerpos de agua importantes han experimentado caídas extremas en sus niveles, incluidos el lago Victoria, el lago Tanganica, el lago Jipe y el lago Rukwa.   El sector agrícola de Tanzania, que emplea a más de la mitad de la población, es particularmente vulnerable ya que los agricultores dependen predominantemente de la agricultura de secano.  Por otro lado, las lluvias cada vez más intensas han provocado inundaciones en toda la región, lo que ha dañado la infraestructura y los medios de vida.  Un alto porcentaje de la población de Tanzania vive a lo largo de la costa y depende de la pesca y la acuicultura  Se espera que el aumento del nivel del mar y los cambios en la calidad del agua afecten a estos sectores y sean un desafío continuo para el país. 
Tanzania elaboró Programas de Acción Nacionales de Adaptación (NAPA) en 2007 según lo dispuesto por la Convención Marco de las Naciones Unidas sobre el Cambio Climático. El NAPA identifica los sectores de agricultura, agua, salud y energía como los sectores más vulnerables de Tanzania al cambio climático.  En 2012, Tanzania elaboró una Estrategia Nacional de Cambio Climático en respuesta a la creciente preocupación por el impacto negativo del cambio climático y la variabilidad climática en el entorno social, económico y físico del país.  En 2015, Tanzania presentó sus Contribuciones Previstas Determinadas a Nivel Nacional (INDC). 

## Impactos en el medio ambiente natural

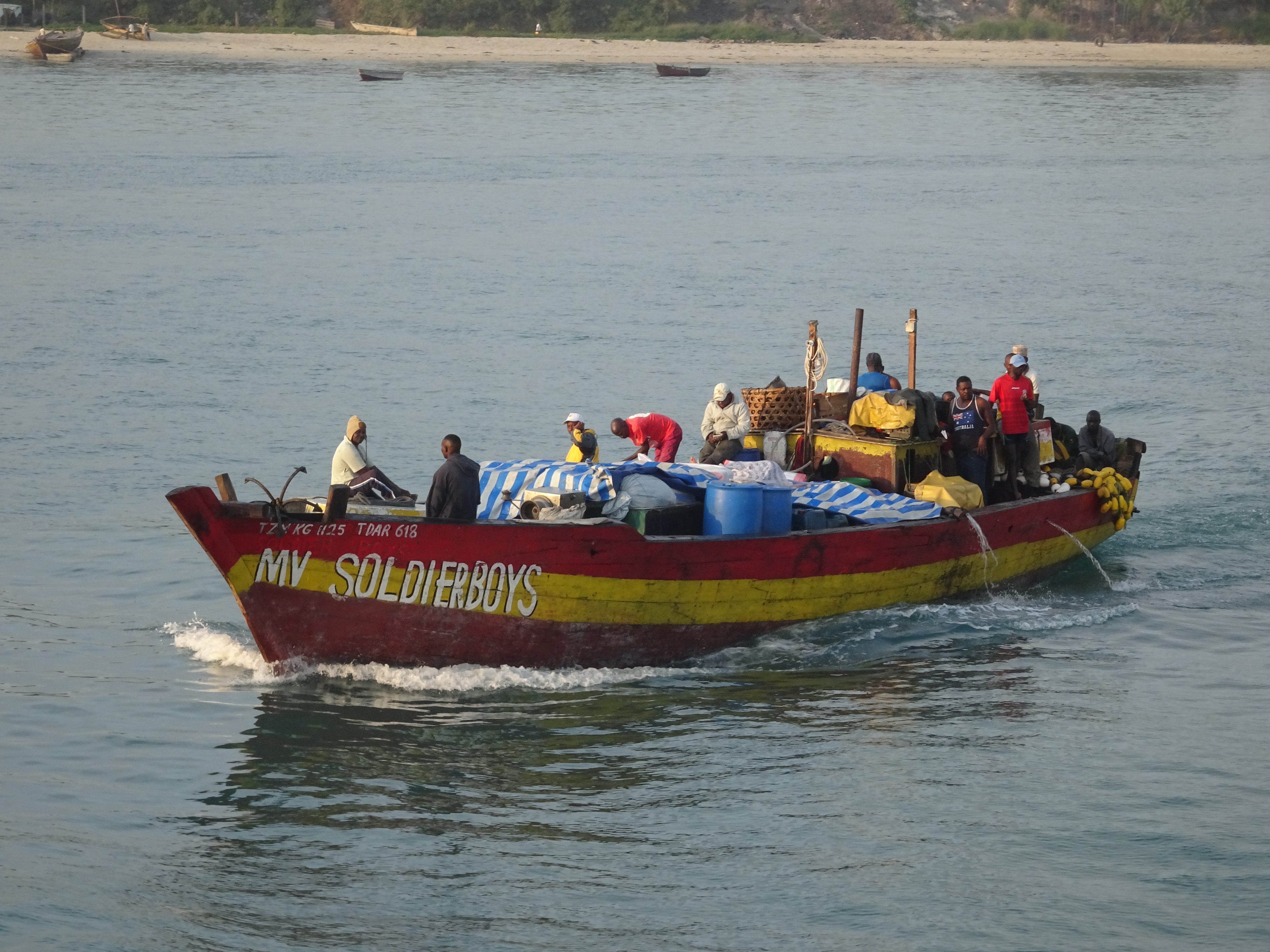
Barco pesquero frente a Dar es Salaam: la pesca se verá afectada por los cambios en los ecosistemas debido al cambio climático.

Entre 1981 y 2016 hay marcadas zonas de sequía en partes del noreste y gran parte del sur de Tanzania. Por el contrario, se produjeron tendencias de humectación moderadas en el centro de Tanzania y tendencias de humectación más fuertes en el noroeste del país.  Se observa una clara tendencia al calentamiento en la temperatura anual. Para el decenio de 2090 el calentamiento previsto oscilará entre 1,6 y 5,0 °C, también distribuida uniformemente en todo el país.  En el caso de las precipitaciones, existe un fuerte acuerdo en cuanto a disminuciones en el número medio de días de lluvia y aumentos en la cantidad de lluvia en cada día de lluvia (la 'intensidad de las precipitaciones'). En conjunto, estos cambios sugieren precipitaciones más variables, con una mayor probabilidad de períodos secos (como sequías) y una mayor probabilidad de lluvias intensas (a menudo asociadas con inundaciones).  Es probable que se observen periódicamente los efectos del cambio climático derivados de sequías graves, inundaciones, muertes de ganado, malas cosechas y brotes de enfermedades (como el cólera y la malaria). 

## Impactos en las personas

### Impactos económicos

#### Agricultura
La agricultura (incluida la ganadería) es el sector dominante en la economía de Tanzania y proporciona medios de vida, ingresos y empleo.  También se le identifica como el sector más vulnerable al cambio climático.  Un aumento de temperatura de 2 °C - 4 Es probable que los °C alteren la distribución de las siete zonas agroecológicas de Tanzania. Las áreas que solían cultivar cultivos perennes serían adecuadas para cultivos anuales. El cambio climático tendería a acelerar el crecimiento de las plantas y reducir la duración de las temporadas de crecimiento.  Es probable que la vulnerabilidad en el sector agrícola incluya una disminución de la producción de diferentes cultivos, exacerbada por la variabilidad climática y la imprevisibilidad de la estacionalidad, la erosión de la base de recursos naturales y la degradación ambiental. 
Un estudio de 2011 encontró que el rendimiento de los cultivos se ve afectado tanto por el calentamiento como por el aumento de la variabilidad. Un aumento de temperatura de 2 Los °C durante la temporada de crecimiento, según lo proyectado para 2050, probablemente reducirán los rendimientos de arroz, sorgo y maíz en un 7,6%, 8,8% y 13%, respectivamente, en Tanzania. Se descubrió que un aumento del 20 % en la variabilidad de las precipitaciones entre estaciones reduciría los rendimientos de arroz, sorgo y maíz en un 7,6 %, 7,2 % y 4,2 % respectivamente para 2050.  Por ejemplo, una grave sequía en Dodoma provocó una disminución del 80% en la cosecha. 

### Impactos en la salud
En Tanzania hay una serie de enfermedades sensibles al clima que pueden volverse más prevalentes durante las sequías y las inundaciones.   Las enfermedades relacionadas con el agua, como el cólera y la malaria, pueden aumentar en Tanzania debido al cambio climático. 
En algunas partes de Tanzania, los brotes de cólera se han relacionado con el aumento de las precipitaciones.  Los brotes de cólera en el noreste, el sudeste, la cuenca del lago Victoria y las zonas costeras de Tanzania se debieron a las intensas precipitaciones.   Las investigaciones también han demostrado que el riesgo inicial de cólera aumenta entre un 15% y un 19% por cada 1 °C de aumento de temperatura.  Se proyectó además que en 2030 los costos totales del cólera atribuibles a la variabilidad del cambio climático oscilarán entre el 0,32% y el 1,4% del PIB nacional de Tanzania.  
Se sabe que la incidencia de la malaria es mayor durante las fuertes lluvias y las altas temperaturas, ya que esto convierte los hábitats de los mosquitos (como estanques, piscinas, pozos o perforaciones, arroyos, ríos y canales) en lugares adecuados para la reproducción.   Por ejemplo, un estudio realizado en el distrito de Lushoto, Tanzania, informó que los casos de malaria eran prominentes durante las temporadas de lluvias intensas y existía una relación con un aumento de las temperaturas. 

## Mitigación y adaptación

### Políticas y legislación para la adaptación

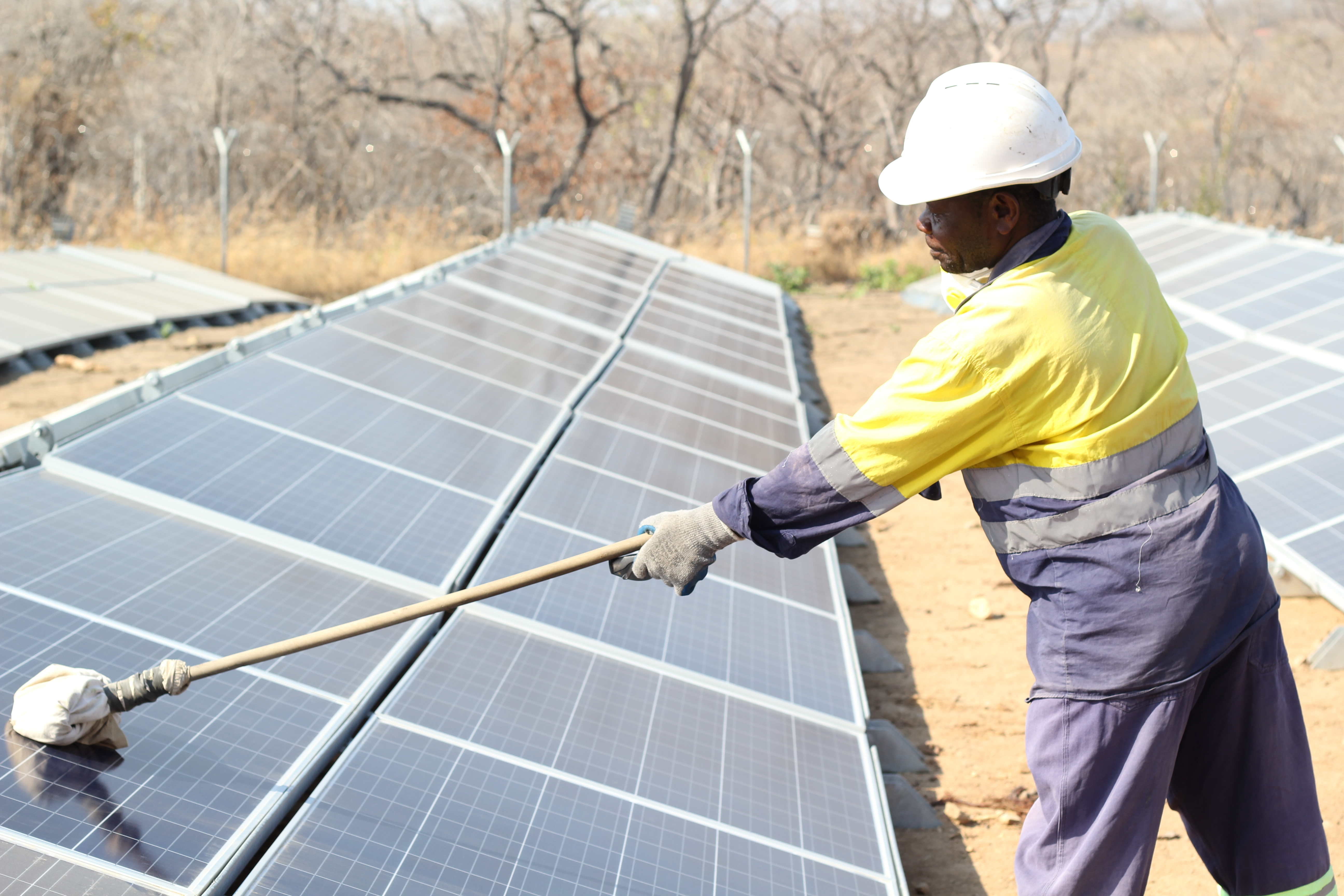
Limpieza de paneles solares

Tanzania elaboró Programas de Acción Nacionales de Adaptación (NAPA) en 2007 según lo dispuesto por la Convención Marco de las Naciones Unidas sobre el Cambio Climático. La visión general del PNA de Tanzania es identificar acciones inmediatas y urgentes de adaptación al cambio climático que sean lo suficientemente sólidas como para conducir a un desarrollo sostenible a largo plazo en un clima cambiante.  El NAPA identifica los sectores de agricultura, agua, salud y energía como los sectores más vulnerables de Tanzania al cambio climático.  Difusión y expansión de tecnología de bajo costo y fácilmente disponible, como estufas de leña, así como inversión continua en fuentes de energía alternativas como la eólica y la solar. 
Tanzania ha esbozado medidas de adaptación prioritarias en su NAPA y varias estrategias sectoriales nacionales y resultados de investigación.  El PNA ha logrado fomentar la incorporación del cambio climático en las políticas sectoriales de Tanzania; sin embargo, la colaboración intersectorial crucial para implementar estrategias de adaptación sigue siendo limitada debido a desafíos institucionales como desequilibrios de poder, restricciones presupuestarias y un enfoque sectorial arraigado.  La mayoría de los proyectos en Tanzania se refieren a la agricultura y la gestión de los recursos hídricos (riego, ahorro de agua, recogida de agua de lluvia); sin embargo, la energía y el turismo también juegan un papel importante. 
En 2012, Tanzania elaboró una Estrategia Nacional de Cambio Climático en respuesta a la creciente preocupación por los impactos negativos del cambio climático y la variabilidad climática en el entorno social, económico y físico del país.  En 2015, Tanzania presentó sus Contribuciones Previstas Determinadas a Nivel Nacional (INDC). 